# Vejti
Vejti község Baranya vármegyében, a Sellyei járásban.

## Fekvése
Az Ormánság középső-déli részén helyezkedik el, Sellyétől délkeletre, Vajszló déli szomszédjában. A térség legdélebbi fekvésű falvai közé tartozik, központja alig egy kilométerre fekszik a Dráva folyótól – amely itt természetes határt képez Magyarország és Horvátország között –, déli határszéle bő 3 kilométeres szakaszon egybe is esik a déli országhatárral.

### Megközelítése
Csak közúton érhető el, a legegyszerűbben Vajszló központja felől, az 5804-es útról dél felé letérve., az 5821-es úton. Hiriccsel az 58 134-es számú mellékút köti össze.
A falu határában, a Dráva töltésén húzódik az EuroVelo nemzetközi kerékpárút-hálózat 13. számú, „Vasfüggöny” útvonalának a horvát-magyar határ menti szakasza, amelynek 4. számú etapja érinti a települést.

## Története
Vejti már régóta lakott hely lehetett. A faluban építkezések, alapozások alkalmával többször kerültek elő cseréptöredékek, régi pénzérmék.
Nevét az oklevelek 1341-ben már említették Veyteh írásmóddal, Hetenye határjárásában, mint Vejtire vezető utat.
A település a török uralom alatt sem néptelenedett el. Lakói nagyrészt mindig magyarok voltak.
Vejti a Duna–Dráva Nemzeti Park területéhez tartozik. Határában található egy 12 hektáros őstölgyes, mely enyhén dombos felszínű, kocsányos tölgyből, mezei juharból álló fás legelő, gémeskúttal.
A település a 20. század elején Baranya vármegye Siklósi járásához tartozott.
Az 1910-es népszámláláskor 439 lakosú település volt, melyből 438 magyar volt, ebből 136 római katolikus, 301 református volt.
2001-es népszámláláskor Vejtinek 205 lakosa volt. 2008. január 1-jei adatok szerint 168-an éltek a településen.

## Közélete

### Polgármesterei
- 1990–1994: Simon Jenő (független)[4]
- 1994–1998: Hájas Ferenc (független)[5]
- 1998–2002: Burai István (független)[6]
- 2002–2006: Burai István (független)[7]
- 2006–2010: Burai István (független)[8]
- 2010–2014: Burai István (független)[9]
- 2014–2019: Brlas Andrea Krisztina (független)[10]
- 2019–2024: Brlas Andrea Krisztina (független)[11]
- 2024– : Brlas Andrea Krisztina (független)[1]

A települési önkormányzat címe: Vejti, Petőfi utca 46/a, telefonszáma: 06-73/485-178.

## Népesség
A település népességének változása:
| Lakosok száma | 176  | 182  | 174  | 144  | 145  | 153  | 145  | 153  |
|               | 2013 | 2014 | 2015 | 2019 | 2021 | 2022 | 2023 | 2024 |

A 2011-es népszámlálás során a lakosok 99,4%-a magyarnak, 13,8% cigánynak, 0,6% németnek mondta magát (a kettős identitások miatt a végösszeg nagyobb lehet 100%-nál). A vallási megoszlás a következő volt: római katolikus 53,3%, református 29,9%, görögkatolikus 0,6%, felekezeten kívüli 10,2% (6% nem nyilatkozott).
2022-ben a lakosság 90,8%-a vallotta magát magyarnak, 28,8% cigánynak, 2% horvátnak, 0,7% németnek, 2% egyéb, nem hazai nemzetiségűnek (9,2% nem nyilatkozott; a kettős identitások miatt a végösszeg nagyobb lehet 100%-nál). Vallásuk szerint 37,9% volt római katolikus, 20,3% református, 2,6% görög katolikus, 1,3% evangélikus, 2% egyéb keresztény, 0,7% egyéb katolikus, 6,5% felekezeten kívüli (28,1% nem válaszolt).

## Nevezetességei
- Termálvíz
- Fa gabonás kamra
- Népi lakóház

## Természeti értékei
- Őstölgyes – a Duna–Dráva Nemzeti Parkhoz tartozó, 12 hektár területű, kocsányos tölgyből és mezei juharból álló fás legelő.